# Basilica della Madonna del Tersatto
La basilica della Madonna del Tersatto (Crkva Gospe Trsatske in croato) è un santuario mariano che sorge nel sobborgo del Tersatto della città di Fiume, in Croazia.
Legata alla celebre basilica della Santa Casa di Loreto, è dal 1930 basilica minore.

## Storia

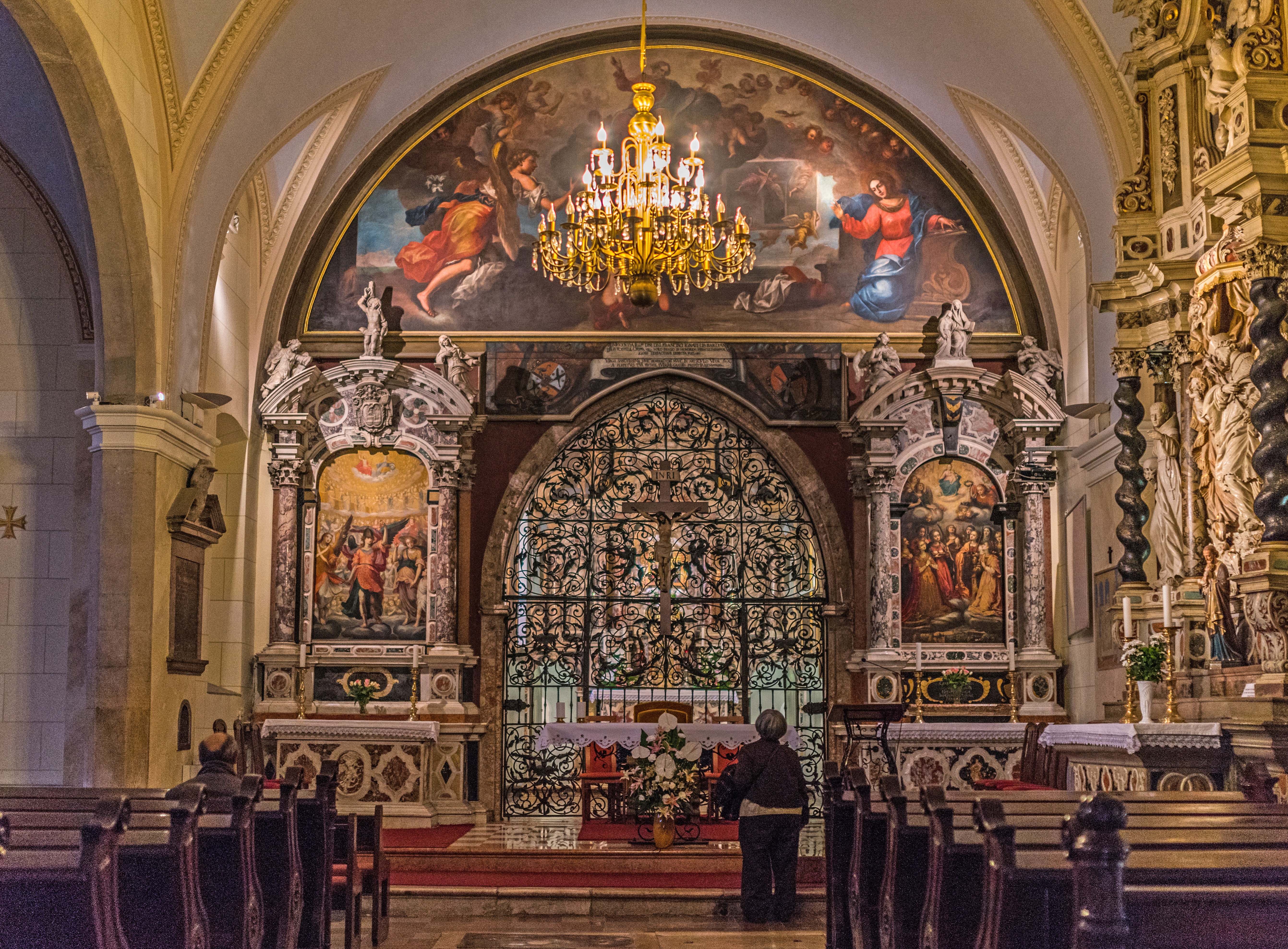
Veduta dell'interno.

Alla fine del periodo delle Crociate, Nazareth fu conquistata dai Mamelucchi nel 1263, che distrussero l'antica basilica dell'Annunciazione, sul luogo di nascita della Vergine Maria. La sua rovina sarebbe rimasta meta di pellegrinaggi fino alla caduta di Acri. Con la seguente ritirata molte reliquie furono spedite in Europa. Le pietre della Santa Casa, secondo la leggenda, nel 1291 approdarono a Tersatto e vi rimasero fino al 1294 quando raggiunsero la costa adriatica opposta, nello Stato Pontificio dando origine alla Basilica della Santa Casa di Loreto.
Nel 1367 papa Urbano V ha inviato in dono, per il lutto della perdita di abitanti di Tersatto, un'immagine miracolosa, che da allora fu venerata come "Madre di Misericordia" sulla montagna. I principi dalmati Frangipani costruirono prima una cappella e nel 1431 una chiesa con un monastero francescano. La chiesa fu ripetutamente ampliata fino al 1824. È considerata la chiesa più antica della Croazia e il più antico santuario mariano del paese. 
Nel 1930, il santuario venne insignito da papa Pio XI del titolo di basilica minore. 
Nel 2003, la chiesa fu visitata da papa Giovanni Paolo II, per quest'evento fu costruito di fronte alla chiesa il monumento del Pellegrino del Tersatto.